# 900 (trik)
„900” (dziewięćsetka) – ewolucja polegająca na dwóch i pół obrotu (900 stopni) wykonanych wokół własnej osi.

## Jazda na deskorolce
„900” jest uznawane za kamień milowy w jeździe na deskorolce. Pierwszy raz ewolucja została wykonana prawidłowo w 1999 roku przez Tony’ego Hawka. W odniesieniu do tej dyscypliny sportu została nazwana „900”.

### Przed 1999
Istnieje wiele opinii na temat wykonywanych dziewięćsetek przed 1999 rokiem. Najbardziej znaną jest, że Danny Way wykonał ewolucję w 1989 (widoczny był w filmie Santa Cruz). W odpowiedzi na to Tony Hawk powiedział:

Cóż, Danny był pokazany w filmie ponad 10 lat temu. Był bardzo blisko, ale nie udało mu się. Był najbliżej wykonania ewolucji, lecz ucięli wideo przed jego upadkiem, dlatego film wprowadził w błąd niektóre osoby. Na świecie są tylko cztery osoby, którym udało się wykonać całkowitą liczbę obrotów, i on jest jedną z nich. Tas Pappas i Rob Boyce również wykonali te obroty, lecz nie wylądowali na desce.

Z powodu „nieoficjalności” jazdy na deskorolce, trudno stwierdzić, jaki przypadek wylądowania jest wymagany do zaliczenia wykonania ewolucji.

### Tony Hawk
Tony Hawk wykonał ewolucję w 1999 na zawodach X Games po jedenastu nieudanych próbach. Było już po regulaminowym czasie, ale wydłużono go na kolejne próby. Żaden z innych skaterów nie protestował, prawdopodobnie z powodu jego popularności. Hawk dwa razy wylądował z deskorolką, lecz ta mu uciekała spod nóg. Tony wygrał konkurs na najlepszą ewolucję.
Podczas następnych zawodów X Games Hawk kolejny raz wykonał ewolucję, tym razem w regulaminowym czasie.

### Po 1999
Po Tonym Hawku ewolucja została wykonana przez jeszcze trzech skaterów:
- Giorgio Zattoni, w kwietniu 2004 we Włoszech. Bez żadnych zawodów
- Sandro Dias, w 2004 na zawodach X Games
- Alex Perelson, w lipcu 2009 roku w Costa Mesa, California (USA) podczas Maloof Money Cup

### Późniejsze próby
- Shaun White, profesjonalny skater i snowboarder, próbował wykonać 1080˚ na zawodach Vert X Games w 2005 roku. Wykonanie ewolucji nie powiodło się[3].
- Tom Schaar, 12-letni skater z Ameryki, wykonał obrót o 1080° 30 marca 2012 roku[4]. Specjalną rampę przeznaczoną do tego celu wykonał jego sponsor Red Bull.

## „900” a inne dyscypliny sportu
Obrót o 900˚ wykonywany jest również w innych dyscyplinach sportu, takich jak snowboarding, BMX czy jazda na rolkach, jednak w ich przypadku nie jest on tak trudny jak w jeździe na deskorolce z racji tego, że osoba wykonująca tę ewolucję ma sprzęt (sztywno) przypięty do nóg i nie musi skupiać się na jego utrzymaniu przy stopach.